# Вулканічна група Ольхового
Вулканічна група Ольхового - вулканічна група, розташована в південній частині півострова Камчатка, Росія. До групи входять щитовий вулкан Ольховий і вулканічний конус Плоський.